# Devadatta (monnik)

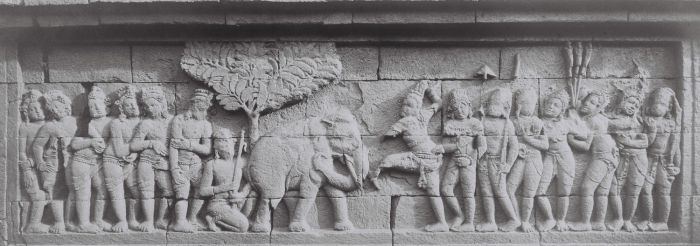
Reliëf Devadatta doodt de olifant, Borobudur, centraal Java

Devadatta (Sanskriet देवदत्त , godsgeschenk) was een boeddhistische monnik en een neef van Gautama Boeddha. Devadatta was jaloers op de Boeddha, die hij nog uit zijn jeugd kende, en Sariputta.
Devadetta had de ambitie zelf de leider van de monnikenorde te worden. Hij ging naar de Boeddha toe en vertelde hem dat Boeddha een oude man was en zwak. Het zou beter zijn als Devadatta de orde overnam, zodat Boeddha van zijn oude dag kon genieten. Boeddha weigerde dit, waarna Devatta verschillende keren getracht heeft de Boeddha te vermoorden.
Devadatta probeerde eerste een rotsblok op hem te laten vallen, maar het rotsblok brak in tweeën. Vervolgens stuurde hij een wilde dronken olifant naar de Boeddha. Maar toen de olifant in de buurt van de Boeddha kwam, stopte hij met zijn wilde aanval en boog voor de Boeddha. Vervolgens probeerde hij een tweedeling in de sangha of kloostergemeenschap, te bewerkstelligen en afwijkende regels vinaya voor monniken in te stellen.
Op het eind van zijn leven had hij spijt van zijn daden en werd uiteindelijk vergeven voor zijn slechte daden. Volgens traditie werd hij echter als gevolg van zijn slechte daden in de diepste hel wedergeboren. Devadatta zou in de toekomst een paccekaboeddha worden.